# Urolestes melanoleucus
Urolestes melanoleucus или Lanius melanoleucus е вид птица от семейство Laniidae, единствен представител на род Urolestes или Lanius.

## Разпространение
Видът е разпространен в Ангола, Ботсвана, Замбия, Зимбабве, Кения, Мозамбик, Намибия, Свазиленд, Танзания и Южна Африка.